# Northolt (London Underground)

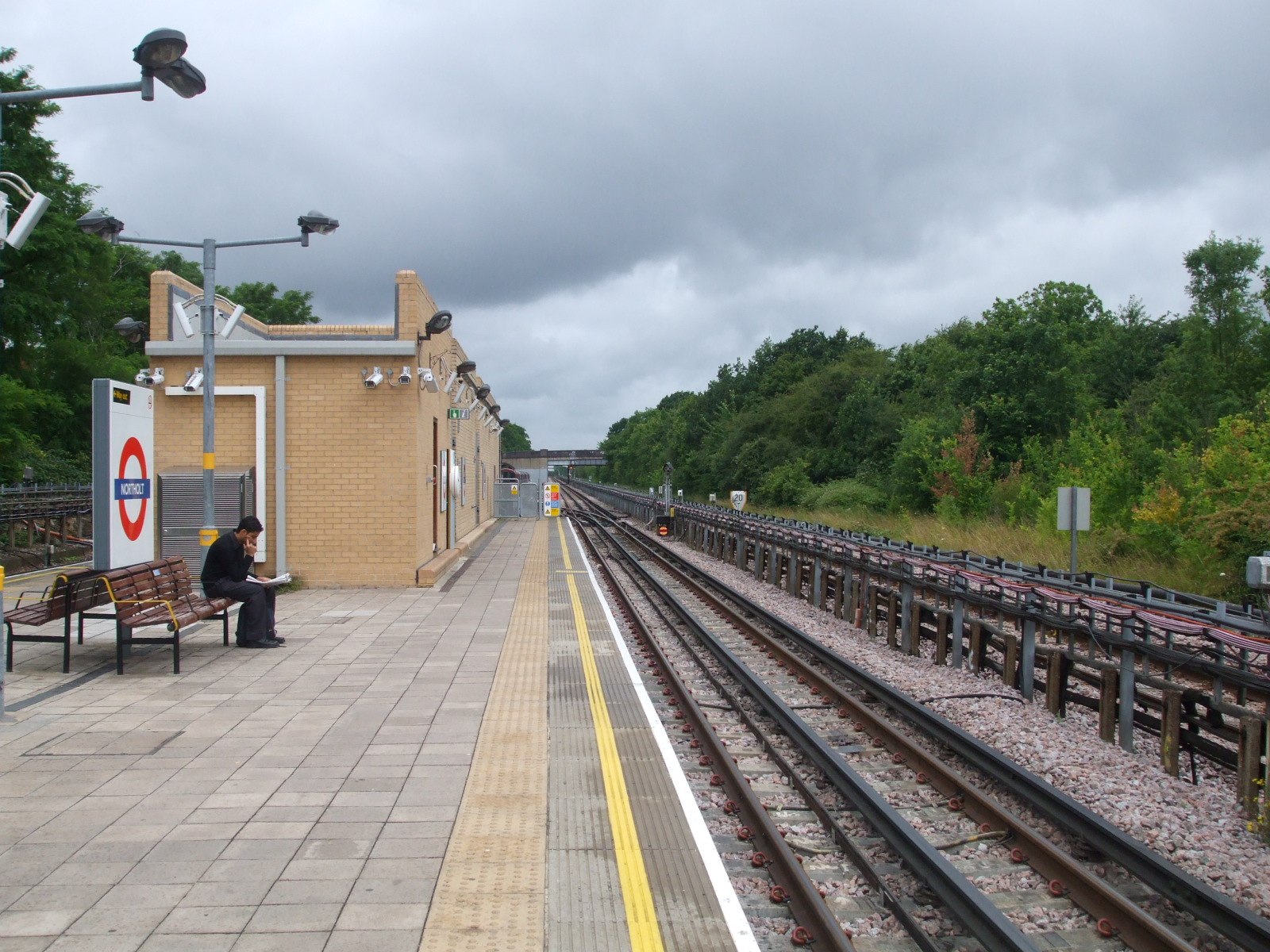
Bahnsteig, Blick in Richtung Westen

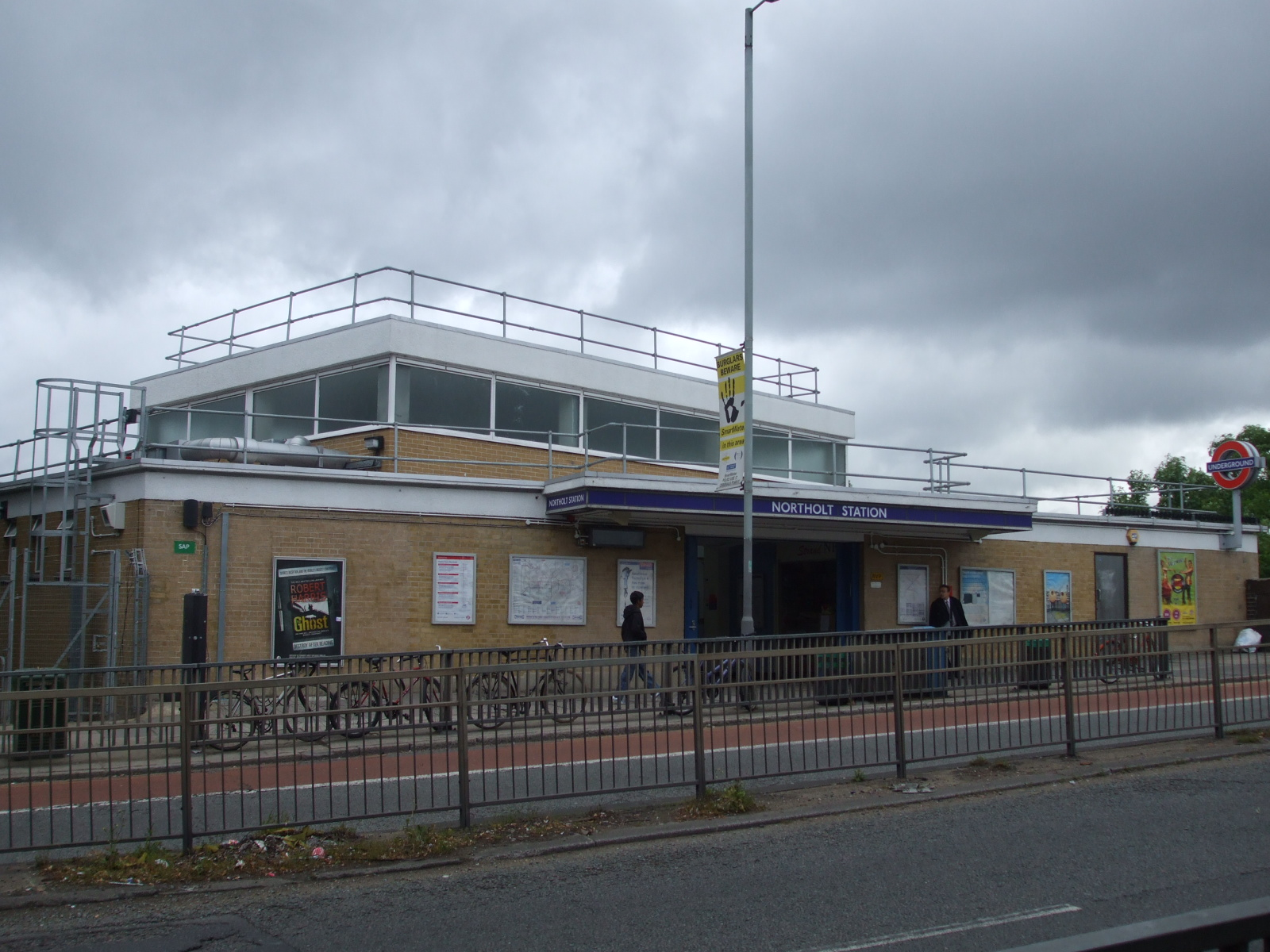
Stationsgebäude

Northolt ist eine oberirdische Station der London Underground im Stadtbezirk London Borough of Ealing. Sie liegt in der Travelcard-Tarifzone 5 an der Mandeville Road. Im Jahr 2013 nutzten 4,61 Millionen Fahrgäste die von der Central Line bediente Station. Sie verfügt über einen Mittelbahnsteig. Parallel zu den U-Bahn-Gleisen verlaufen Gleise einer Eisenbahnstrecke; auf diesen verkehren Züge von Chiltern Railways, die mangels eines zweiten Bahnsteigs hier nicht halten.
1903 errichteten die Great Western Railway (GWR) und die Great Central Railway gemeinsam die New North Main Line (NNML). 1907 eröffnete die GWR den Haltepunkt Northolt. Im Rahmen des 1935 beschlossenen New Works Programme des London Passenger Transport Board wurde nach dem Ende des Zweiten Weltkriegs eine zusätzliche Doppelspur entlang der NNML verlegt, um den U-Bahn-Betrieb zwischen North Acton und West Ruislip zu ermöglichen. Die Central Line befuhr die Strecke ab dem 21. November 1948, während der Eisenbahn-Personenverkehr eingestellt wurde.